# Qoʻrgʻontepa
Qoʻrgʻontepa (russisch Кургантепа Kurgantepa) ist eine Stadt (shahar) in der usbekischen Viloyat Andijon im Ferghanatal und Hauptort des gleichnamigen Bezirks.
Die Stadt liegt etwa 40 km östlich der Viloyathauptstadt Andijon. Sie hat einen Bahnhof der Bahnstrecke Andijon-Karasuu der Usbekischen Eisenbahnen (Oʻzbekiston Temir Yoʻllari). Durch die Stadt fließen der Andijonsoy und der Shahrixonsoy.
Im Jahr 1976 erhielt Qoʻrgʻontepa den Status einer Stadt. Gemäß der Bevölkerungszählung 1989 hatte die Stadt 19.565 Einwohner, einer Berechnung für 2010 zufolge betrug die Einwohnerzahl 27.197.